# Албина (Молдова)
Албина (рум. Albina) — село в Чимишлийском районе Молдавии. Является административным центром коммуны Албина, включающей также сёла Фетица и Мерены.

## География
Село расположено на высоте 116 метров над уровнем моря.

## Население
По данным переписи населения 2004 года, в селе Албина проживает 879 человек (430 мужчин, 449 женщин).
Этнический состав села:
| Национальность | Число жителей | Процентный состав |
| -------------- | ------------- | ----------------- |
| украинцы       | 572           | 65.07             |
| молдаване      | 263           | 29.92             |
| болгары        | 19            | 2.16              |
| русские        | 17            | 1.93              |
| гагаузы        | 3             | 0.34              |
| прочие         | 5             | 0.57              |
| Всего          | 879           | 100%              |